# Кандель, Феликс Соломонович
Феликс Соломонович Ка́ндель (при рождении Филипп; писательский псевдоним — Феликс Камов ; ивр. פליקס קנדל‎; род. 21 октября 1932, Москва) — русский советский и израильский писатель; в СССР был юмористом и сценаристом мультфильмов, в Израиле стал прозаиком и историком еврейского народа. Соавтор сценария первых семи выпусков мультфильма «Ну, погоди!» (а также 19 и 20 выпусков, с Александром Курляндским и Аркадием Хайтом).

## Биография
Родился 21 октября 1932 года в Москве. Отец, Соломон Фишелевич (Филиппович) Кандель (1893—1976), происходил из Могилёва-Подольского (ныне в Винницкой области Украины) и потерял всю семью во время оккупации Одессы в годы Великой Отечественной войны; мать была родом из Ковно (ныне Каунас, Литва).
Детство прошло в арбатских переулках. Во время Великой Отечественной войны был с матерью Зинаидой Абелевной Кандель (1901—1977) и старшим братом Борисом (1925—1994) эвакуирован в город Далматово Челябинской, с 1943 года — Курганской области.
В 1956 году окончил Московский авиационный институт, до 1962 года работал инженером-конструктором ракетных двигателей в авиационной промышленности. С 1963 года полностью перешёл на литературную деятельность (под псевдонимом Феликс Камов). Он приобрёл известность сценариями мультфильмов, в особенности первых семи выпусков «Ну, погоди!» (с А. Курляндским и А. Хайтом), работал редактором киножурнала «Фитиль» (1965—1967).
В сентябре 1973 года подал заявление на выезд в Израиль и на четыре года попал в отказ, после чего стал активистом движения за право советских евреев на репатриацию в Израиль. В 1976 году был арестован на 15 суток за участие в демонстрации (40 человек прошли по улице с жёлтыми шестиконечными звёздами). Публиковался в самиздате, редактировал еврейский журнал «Тарбут» (1975—1977).
Осенью 1977 года получил разрешение на выезд и в ноябре того же года переехал в Израиль. В 1978—1997 годах под псевдонимом Филипп Кан работал в русской редакции израильской радиостанции «Коль Исраэль».
Проживает в Иерусалиме.

## Творчество
В СССР печатал юмористические рассказы в журналах «Новый мир», «Юность», «Крокодил», в «Литературной газете», писал для эстрады в соавторстве с Эдуардом Успенским.
В 1966 году вышел сборник юмористических рассказов «Четверо под одной обложкой», куда вошли произведения А. Арканова, Г. Горина, Ф. Камова и Э. Успенского.
В Израиле выпустил уже под собственным именем несколько романов и книг автобиографического характера, а также книги по истории — «Книга времён и событий» (в 6 томах, история евреев в России и СССР) и «Земля под ногами» (в 2-х томах, история алии в Израиле). Его исторические книги часто используются в школах как учебники. Лауреат нескольких литературных премий Израиля.
С 1977 года под своим именем публиковался в израильских и зарубежных изданиях (журналы «Континент», «22», «Грани», «Сион», «Время и мы», альманах «Тарбут», газета «Русская мысль», «Новое русское слово» и др.).

Проза Канделя отличается художественной силой, истоки которой в музыкально-лирической манере изложения; его произведения часто проникнуты иронией, сатиричны <…> Произведения Канделя чаще всего не имеют сквозной фабулы, их цельность достигается другими элементами формы и содержания. При этом Кандель — мастер детали, диалога, музыкально-ритмических переходов.
— Вольфганг Казак

## Семья
В 1958 году женился на Тамаре Абриной, тоже выпускнице МАИ. Сыновья:
- Юджин (Евгений)[англ.] (род. 1959) — профессор экономики Еврейского университета в Иерусалиме, председатель совета директоров Тель-Авивской фондовой биржи, в прошлом глава Национального экономического совета в министерстве премьер-министра Израиля (2009—2016).
- Арье (Леонид) (род. 1967) — хирург, подполковник ЦАХАЛа.

Двоюродный брат — Эдуард Израилевич Кандель, нейрохирург.

## Сочинения
Произведения Канделя переведены на иврит, французский и немецкий языки.

### Драматургия, киноискусство
- Камов Ф., Макеев А. М. Передай улыбку!: Комедия в 3-х действиях. — М.: Отдел распространения драматических произведений ВУОАП, 1963. — 78 с. — 100 экз.[8]
- Камов Ф., Курляндский А., Хайт А. Ну, погоди!: Фильм-сказка / Иллюстраторы В. Котёночкин и С. Русаков. — М.: Бюро пропаганды советского киноискусства, 1971. — 15 с. — 300 000 экз.[9]
- Камов Ф., Курляндский А., А. Хайт А. Снова — «Ну, погоди!» / Иллюстраторы В. Котёночкин и С. Русаков. — М.: Бюро пропаганды сов. киноискусства, 1972. — 19 с. — 300 000 экз.[9]
- Камов Ф., Курляндский А., А. Хайт А., Э. Успенский Э. Эстрада. — М.: Советская Россия, 1972. — 110 с. — 60 340 экз.[10]

### Проза
- Кандель Ф. Зона отдыха, или Пятнадцать суток на размышление. — Иерусалим, 1979. — 149 с.[11]
- Кандель Ф. Врата исхода нашего = The gates of our exodus. — Тель-Авив: Эффект, 1979. — 230 с. — (Библиотека Алия).[12]
- Кандель Ф. С. Коридор. — Иерусалим, 1981. — 253 с.[13]
- дилогия о двух братьях из подмосковной деревни:
  - Кандель Ф. Первый этаж = First floor. — London: Overses Publications Interchange Ltd, 1982. — 223 с.[14]
  - Кандель Ф. На ночь глядя. — Frankfurt/M.: Посев, 1985. — 333 с. — ISBN 3-7912-2008-X.[15]
- Кандель Ф. Люди мимоезжие; Слово за слово / Худож. А. Матрёшин. — М.: Exlibris, 1991. — 282 с. — 25 000 экз. — ISBN 5-85050-279-3.[16]
- Кандель Ф. Я — маленький // «Новый мир»: журнал. — 1966. — № 10.
- Кандель Ф. Охотник добежит до источника // «Двадцать два»: журнал. — № 64. — 1989.
- Кандель Ф. Между цирком и крематорием // «Двадцать два»: журнал. — № 72. — 1990.
- Кандель Ф. С того дня и после. — 1997 (2 повести);
- Кандель Ф. Не прошло и жизни. — 1997 (роман о Москве 1970-х годов);
- Кандель Ф. Смерть геронтолога. — 2001 (роман о современном Израиле);
- Кандель Ф. Против неба на земле: роман. — 2008.
- Кандель Ф. Может, оно и так. — Москва, Текст, 2013.
- Кандель Ф. Шёл старый еврей по Новому Арбату: автобиографическая проза. — Москва, Б.С.Г.-Пресс, 2014.
- Кандель Ф. Грех жаловаться. Книга притч». — Москва, Б.С.Г.-Пресс, 2015.
- Кандель Ф. День открытых обложек. Книга моих книг. — Москва, Б.С.Г.- Пресс, 2018.
- Кандель Ф. По путям неведенья. Люди. События. Вымыслы. — Москва, Б.С.Г.- Пресс, 2023.

### История
- Кандель Ф. Очерки времён и событий / Науч. ред. М. Кипнис. — Иерусалим: Ассоц. «Тарбут», 1988. — Т. 1. — 195 с. — 10 000 экз.
- Кандель Ф. Очерки времён и событий / Науч. ред. М. Кипнис. — Иерусалим: Ассоц. «Тарбут», 1990. — Т. 2. — 295 с. — 10 000 экз.
- Кандель Ф. Очерки времён и событий / Науч. ред. М. Кипнис. — Иерусалим: Ассоц. «Тарбут», 1992. — Т. 3. — 335 с. — 5000 экз.
- Кандель Ф. Очерки времён и событий / Науч. ред. М. Кипнис. — М.: СП «Слово», 1992. — Т. 1. — 195 с.[17]
- Кандель Ф. Очерки времён и событий / Науч. ред. М. Кипнис. — М.: СП «Слово», 1992. — Т. 2. — 295 с.[18]
- Кандель Ф. Очерки времён и событий / Науч. ред. М. Кипнис. — М.: АОЗТ «Слово», 1994. — Т. 3. — 335 с.[19]
- Кандель Ф. Книга времён и событий. — Т. 1—6. — 2002—2007 (первоначальный вариант выходил в трёх томах под названием «Очерки времён и событий», 1988—1994)
- Кандель Ф. Земля под ногами. Из истории заселения и освоения Эрец-Исраэль. — Т. 1 — 1999; Т. 2 — 2008.
- Кандель Ф. В поисках пропавших колен Израиля. — 2009.
- Кандель Ф. По стопам «Вечного Жида». — Иерусалим – Москва, Гешарим–Мосты культуры, 2011.
- Кандель Ф. Евреи России. Времена и события. История евреев Российской империи. — Иерусалим – Москва, Гешарим–Мосты культуры, 2014.
- Кандель Ф. Судьи, цари и первые пророки Израиля. По путям Земли этой. — Иерусалим – Москва, Мосты культуры, 2015.
- Кандель Ф. Время рождаться и время умирать. Жизнь и ее продолжение – по законам и традициям иудаизма. — Москва, «Библиотека Михаила Гринберга», 2021 год.

## Фильмография
| Год  |     | Название                               | Примечание |  |
| ---- | --- | -------------------------------------- | ---------- |  |
| 1966 | кор | Фитиль № 50. Что же вы поёте, дьяволы? | Сценарист  |  |
| 1967 | кор | Фитиль № 64. Проблема                  | Сценарист  |  |
| 1969 | кор | Фитиль № 80. Демагог                   | Сценарист  |  |
| 1969 | кор | Фитиль № 82. Розыгрыш                  | Сценарист  |  |
| 1969 | мф  | Тигры полосатые                        | Сценарист  |  |
| 1969 | мф  | Весёлая карусель. Ну, погоди!          | Сценарист  |  |
| 1969 | мф  | Ну, погоди! (выпуск 1)                 | Сценарист  |  |
| 1970 | кор | Фитиль № 95. Человек и механизм        | Сценарист  |  |
| 1970 | мф  | Весёлая карусель. Небылицы             | Сценарист  |  |
| 1970 | мф  | Весёлая карусель. Самый первый         | Сценарист  |  |
| 1970 | мф  | Ну, погоди! (выпуск 2)                 | Сценарист  |  |
| 1971 | мф  | Ну, погоди! (выпуск 3)                 | Сценарист  |  |
| 1971 | мф  | Ну, погоди! (выпуск 4)                 | Сценарист  |  |
| 1971 | мф  | Только для взрослых (выпуск 1)         | Сценарист  |  |
| 1972 | кор | Фитиль № 115. Детская логика           | Сценарист  |  |
| 1972 | мф  | Выше голову!                           | Сценарист  |  |
| 1972 | мф  | Вокруг света поневоле                  | Сценарист  |  |
| 1972 | мф  | Ну, погоди! (выпуск 5)                 | Сценарист  |  |
| 1973 | кор | Фитиль № 134. Времякрад                | Сценарист  |  |
| 1973 | мф  | Ну, погоди! (выпуск 6)                 | Сценарист  |  |
| 1973 | мф  | Ну, погоди! (выпуск 7)                 | Сценарист  |  |
| 1973 | мф  | Только для взрослых (второй выпуск)    | Сценарист  |  |
| 1992 | кор | Фитиль № 362. Простая ситуация         | Сценарист  |  |
| 2005 | мф  | Ну, погоди! (выпуск 19)                | Сценарист  |  |
| 2006 | мф  | Ну, погоди! (выпуск 20)                | Сценарист  |  |